# タジン鍋
タジン鍋（アラビア語: طاجين）とは、料理の際に使われる陶器で作られた、円錐形または半円ドーム状の、嵩高い蓋を有した土鍋である。ただし、チュニジアのタジン鍋は形状が違う。タジンポット（英: tajine pot）などとも呼ばれる。
なお、単にタジンと言うと、アフリカ大陸北西端部のマグリブ地域で見られる、タジン鍋を使って作った料理を指す。主にモロッコ・アルジェリア・チュニジアで食される。本稿では、これ以降、鍋については「タジン鍋」と表記し、料理については「タジン」とだけ表記する。

## モロッコのタジン鍋

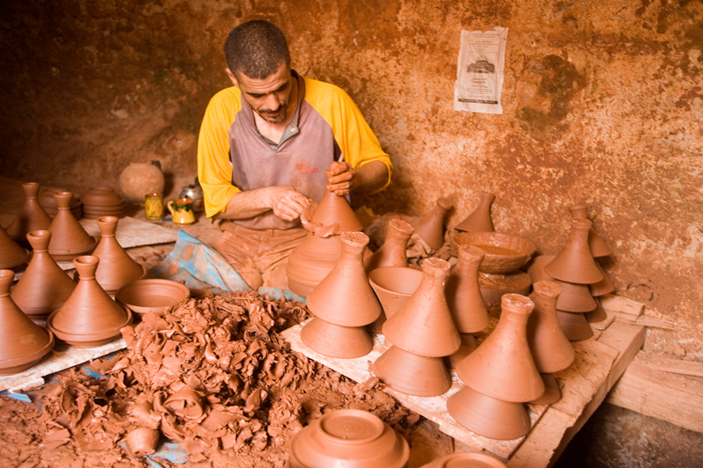
タジン鍋の製造工房。

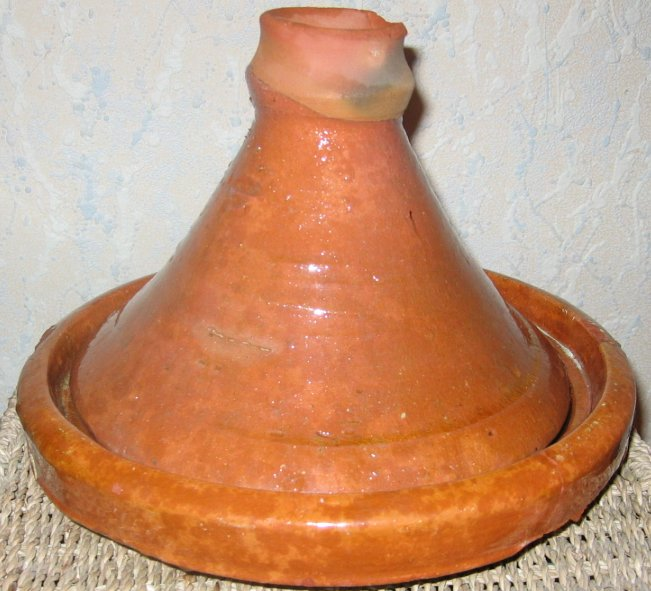
完成品のタジン鍋。

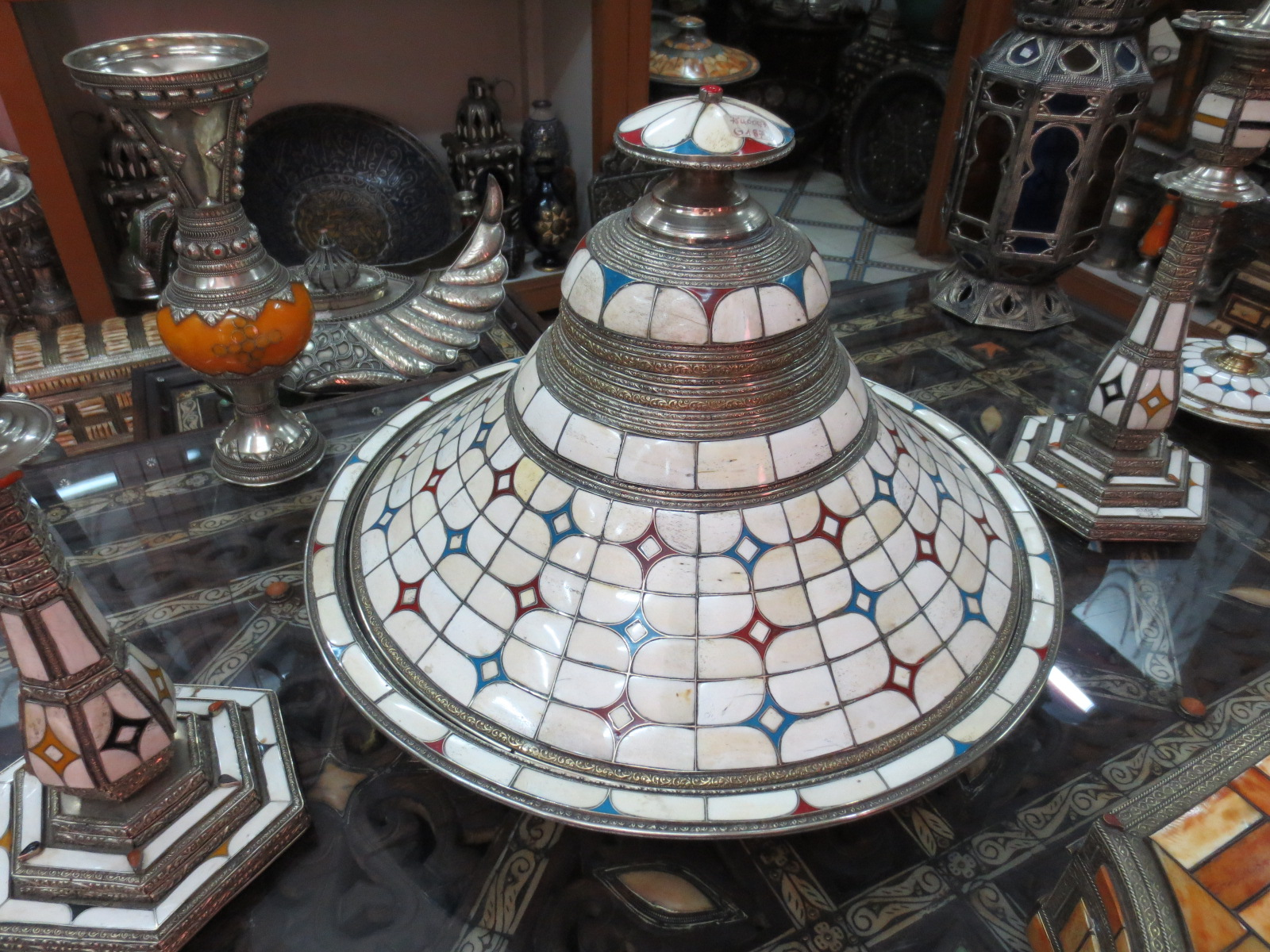
装飾が施されたタジン鍋。

### タジン鍋の形状
モロッコの伝統的なタジン鍋は陶製であり、場合によっては、絵付けや施釉されている。本体と蓋の2つの部分から成る。本体は、縁の有る皿状である。蓋は、円錐形かドーム型である。
このような形状にしてある理由は、円錐形の蓋の上部の狭い空間では対流が起こり難く、さらにタジン鍋の底からも離れているために空気によって冷却され、蓋の内部に温度が低い領域を得るためである。この結果、タジン鍋を加熱した際に、タジン鍋の内の食材から出た水蒸気が、冷たい蓋の上部で冷やされて凝集し、水滴の形で、食材へと落下する。これによって、食材に含まれる水分だけで、蒸す調理を実現した。乾燥地域の多いモロッコでは、飲料水は非常に貴重だった。そのような風土的要因で、必要性に迫られて、食材に含まれる水分だけで調理できるタジン鍋が開発されたとされる。
ただ、この形状によって、副次的な効果も得られた。それは、本体と蓋の間にも、水が溜まり、結果として、タジン鍋の内部が密封状態となり、食材や使用した香辛料などに含まれる揮発性の香気成分が、散逸するのを防いでいる。
なお、蓋の下部付近の方が空気の対流が盛んであるため、蓋の上部にまで熱が逃げ難く、熱は下部の食材の付近に集中し易いので、調理に支障は出ない。
これらの効果に加えて、調理時に、あまり水が使われないため、水溶性ビタミンやミネラルの溶出と流出に伴う損失は、低減できる。多孔質で吸水性がある土鍋ならではの特徴である。
また、嵩高い蓋は、嵩張る野菜を盛り上げても、内部に収められる。一方で、蒸した結果、野菜は柔らかくなって見かけの量が減るため、見かけよりも多くの野菜を食べられる。この効果を狙って、野菜の摂取不足を気にする者が、タジン鍋に目を付ける場合もある。これを受けて、例えば、ヨーロッパのメーカーが、電子レンジでも加熱が可能なタジン鍋を作成した。また、蓋に取っ手を付けて、調理中でも蓋を開けて、さらに野菜を追加できるようにした製品も見られる。

### 注意点
モロッコで伝統的に作られてきたタジン鍋は、素焼きの土鍋なので、直火で調理すると少しずつ割れていく場合がある。タジン鍋の材質によっては、直火の場合は強火で調理できないと注意書きされている製品も見られる。なお、タジン鍋を最初に使う際に、例えばおじやなどデンプン質の料理を作れば、ひび割れを防いで長持ちする。割れ易い製品は、毎回使用前に20～30分水に浸してから弱火で使うようにし、熱いうちは水に漬けたりして急冷しないように注意すれば、比較的長持ちする。
反対に、丈夫な陶器や鉄器のタジン鍋は、それほど取り扱いに気を使う必要はない。なお、タジン鍋の内部の状態を直接目で見て火加減や水の量が調節できるように、蓋が耐熱ガラス製の製品も登場した。ただし、直火用、電子レンジ用、電磁調理器用など、用途によって製品の材質が異なり、加熱方法と材質が合わないと使えない場合もあるので、購入時には注意する必要がある。
また加熱直後は、蓋の上部まで熱くなっている場合があるので、鍋つかみなどで掴むようにして、火傷に注意する必要がある。また、蓋を取る際に、中身を覗き込む姿勢でいると、その構造上、顔の高さに湯気が立ち昇り得るため、顔を火傷する可能性があるので、この点にも注意しながら蓋を外す必要がある。

### 写真集

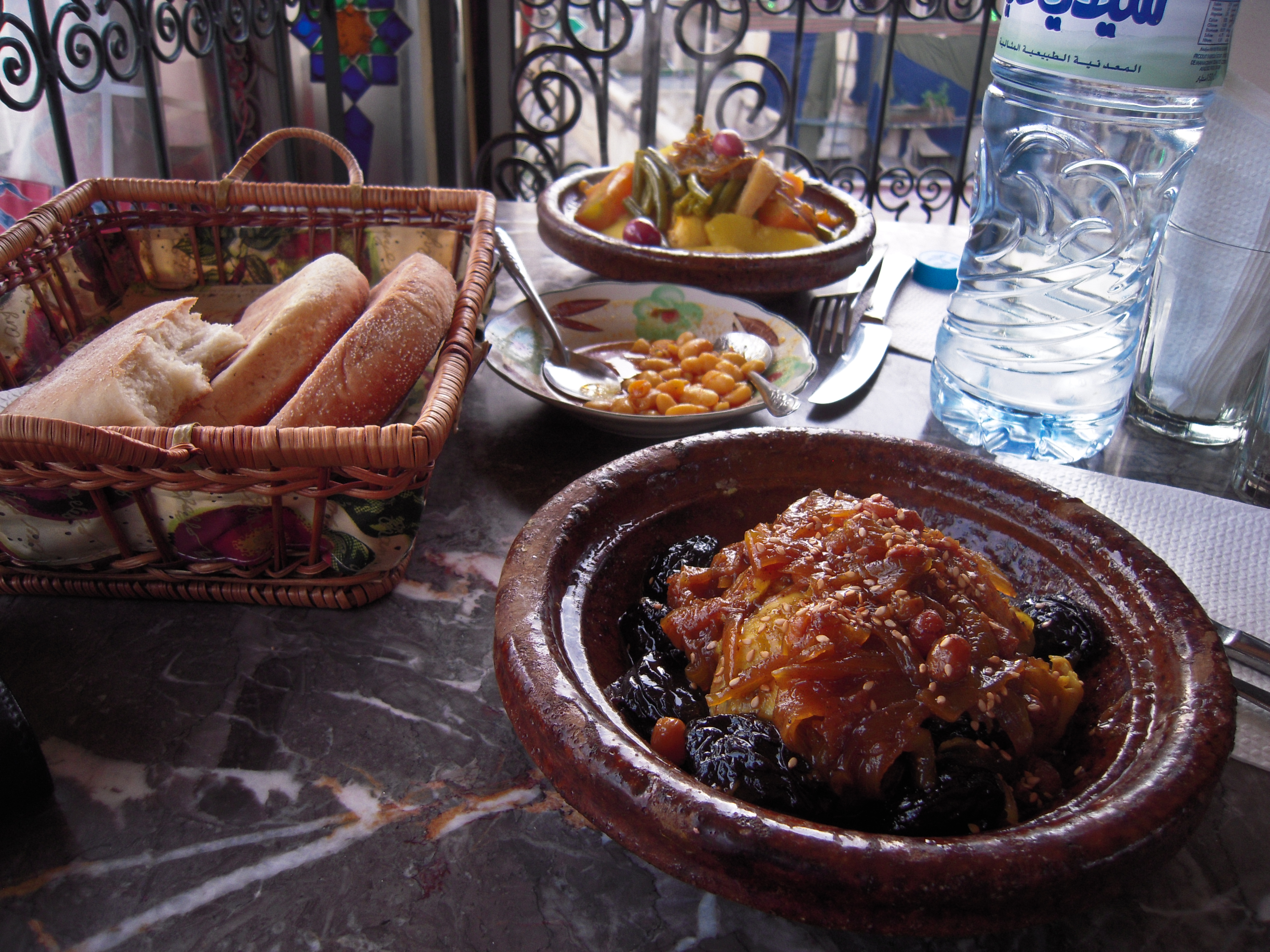
モロッコ式食卓
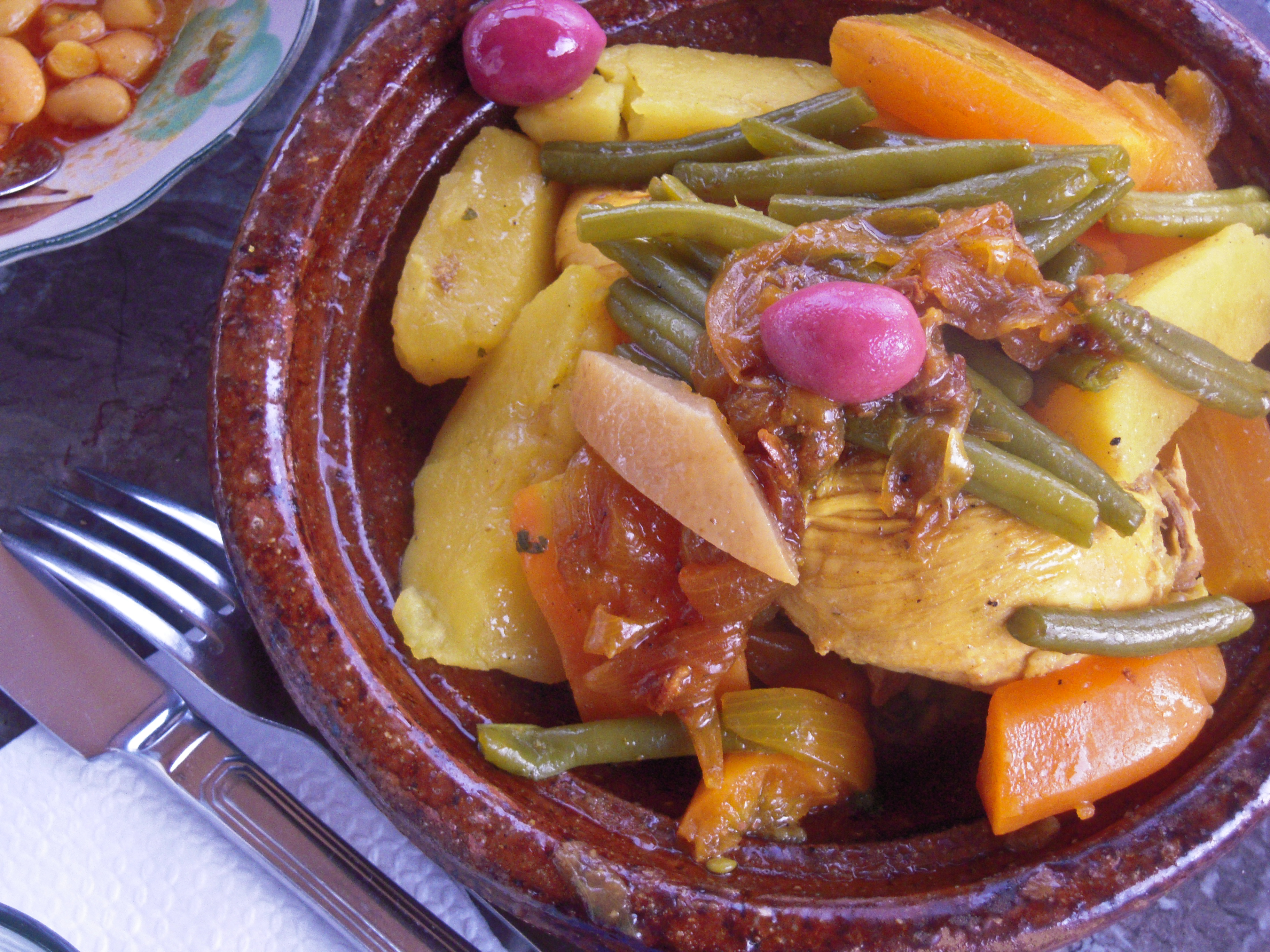
モロッコ料理
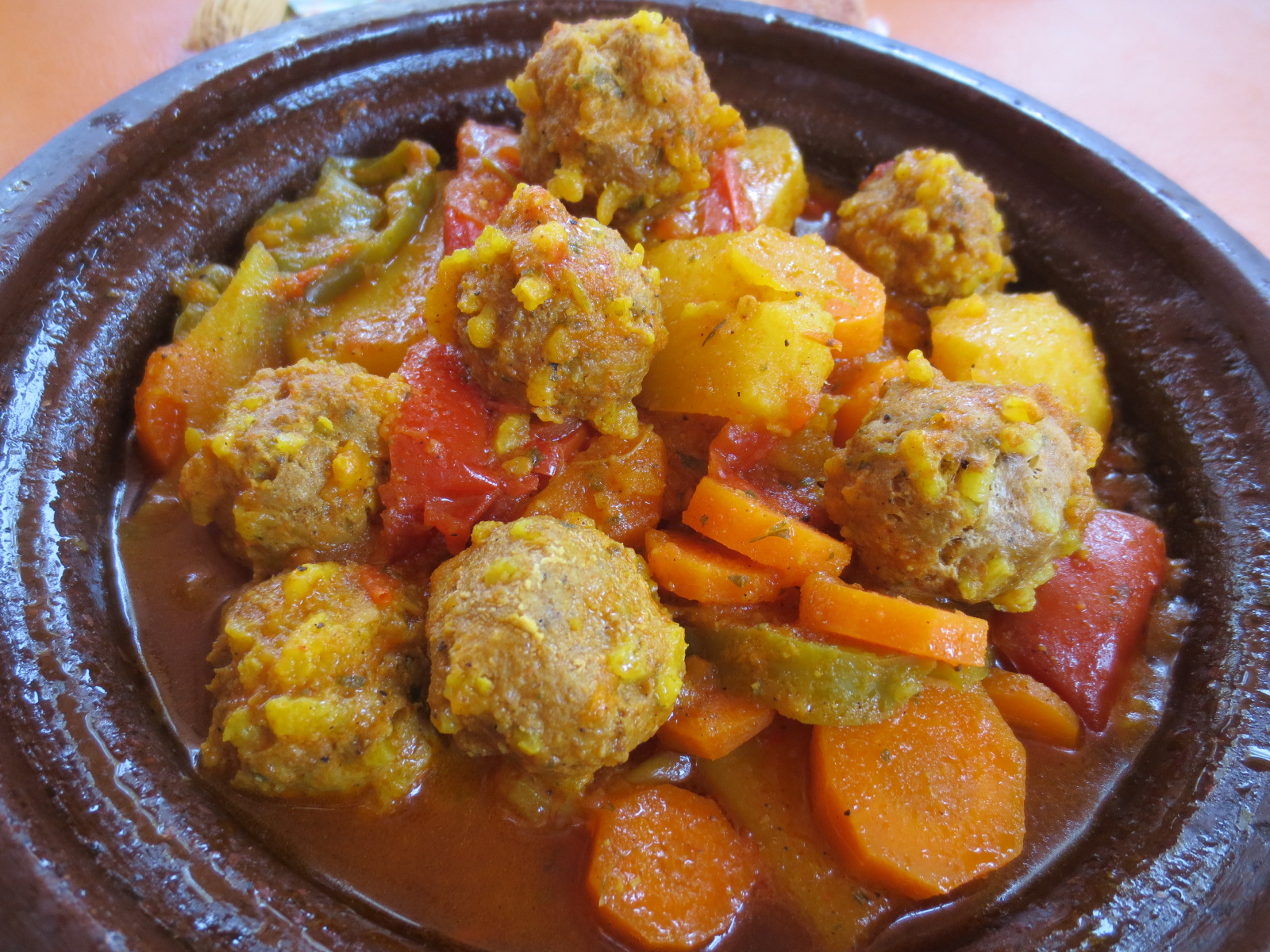
モロッコ料理
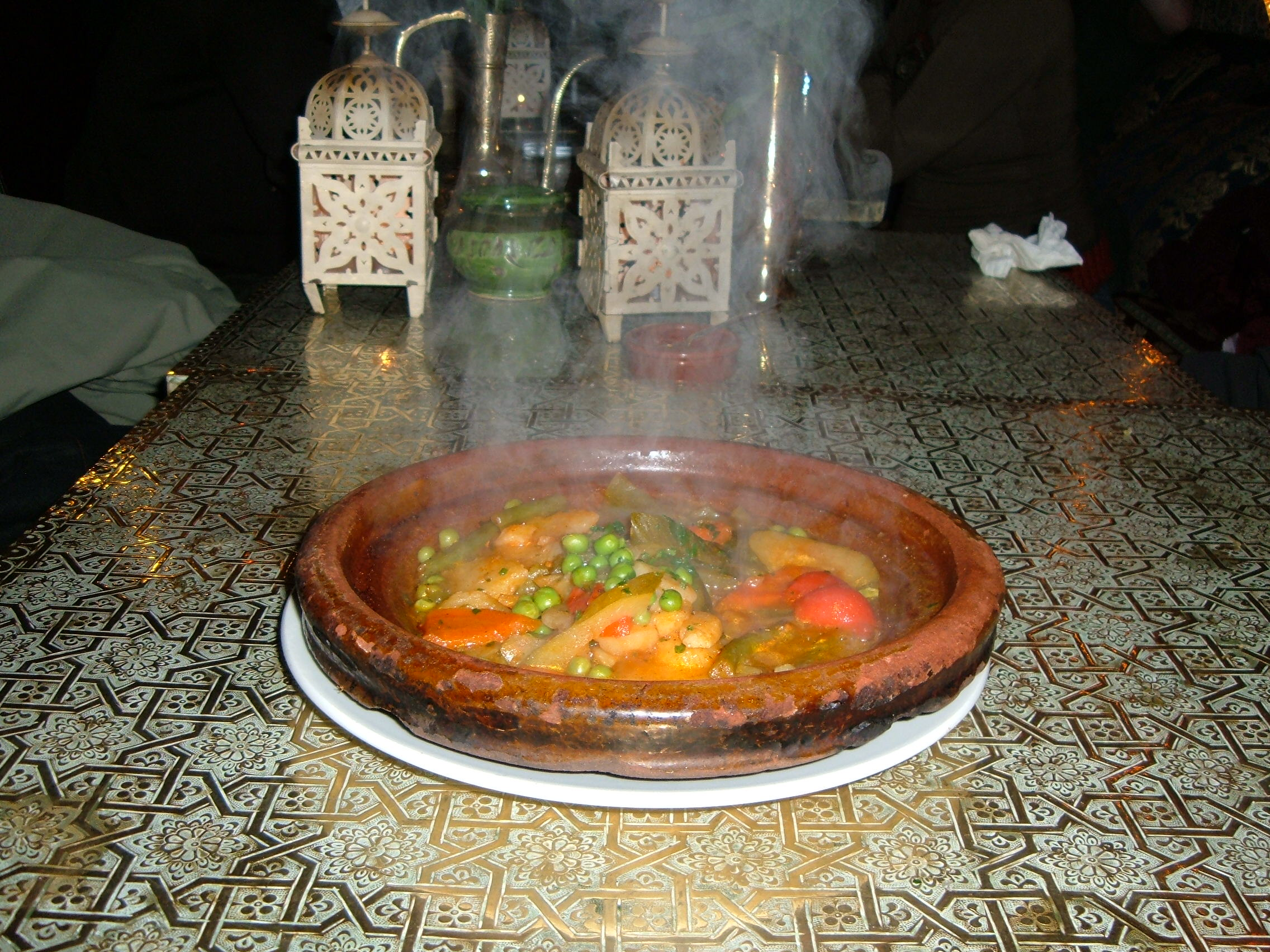
マラケシュ地域のタジン

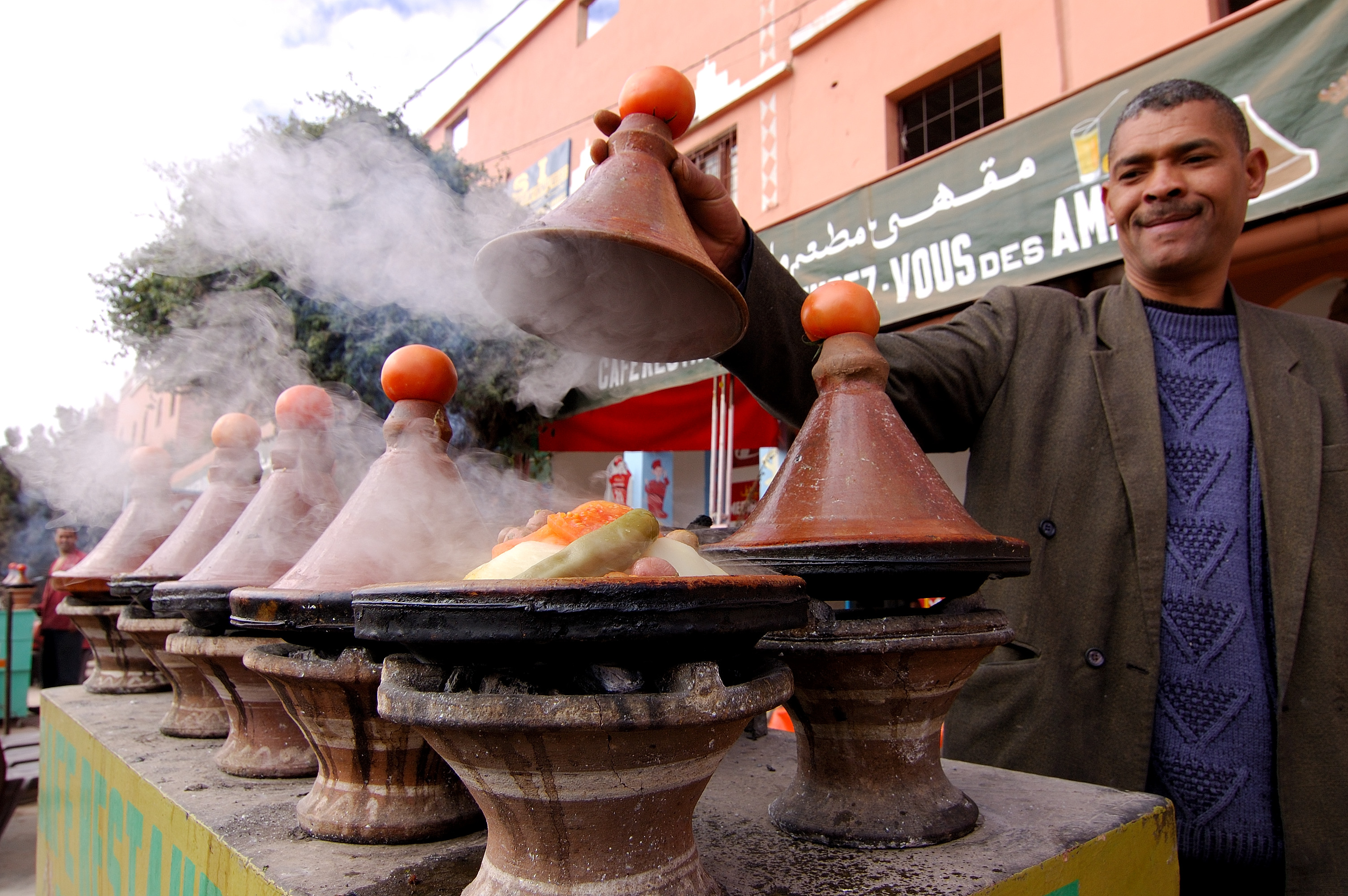
街角のタジン鍋
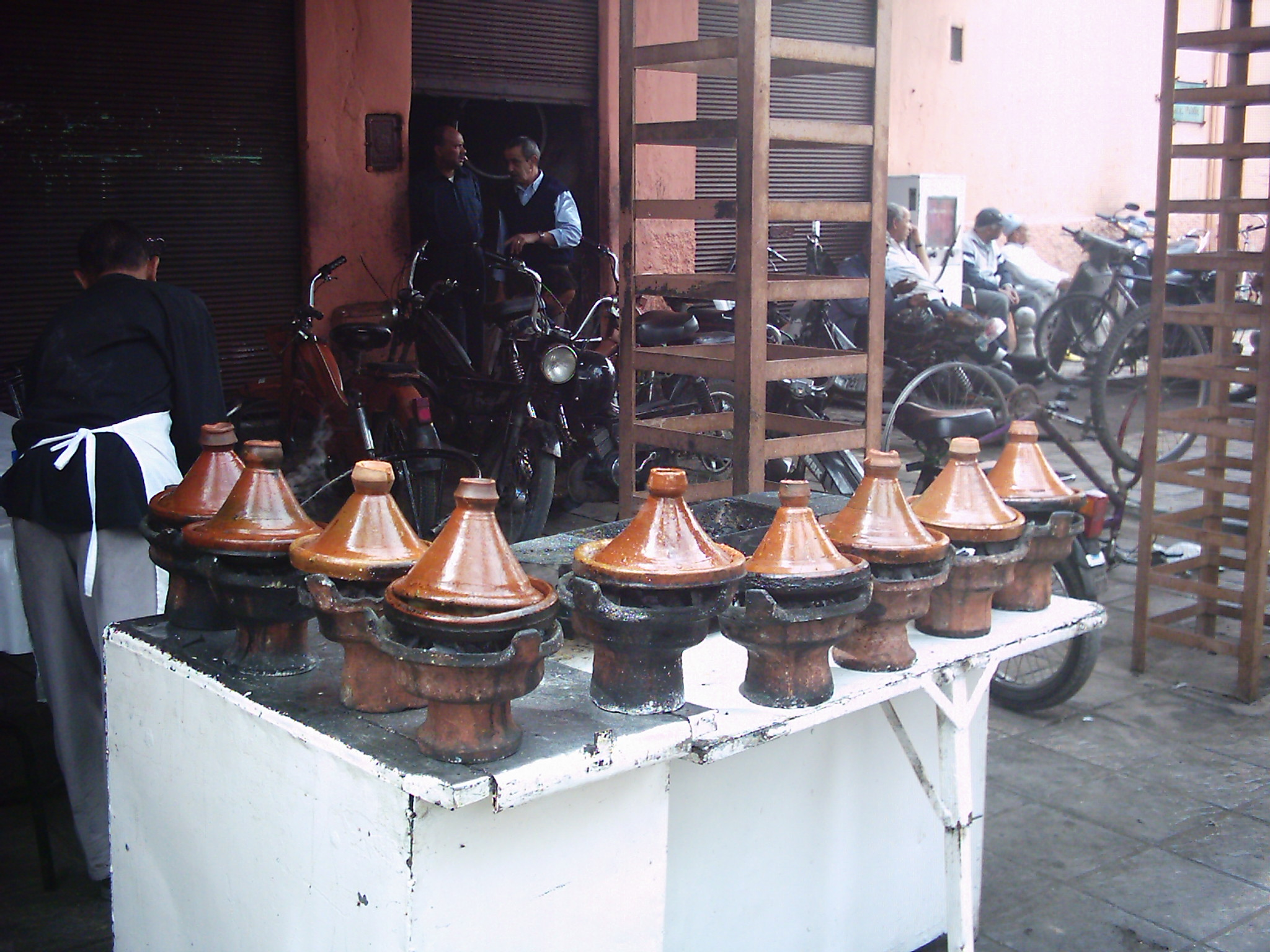
七輪とタジン鍋

## モロッコのタジン
モロッコ料理のタジンは、香辛料で香りをつけたジャガイモやニンジン、タマネギなどの野菜と、調味料を鳥肉や羊肉と一緒に、低温でゆっくりと蒸し煮にして作る。この作り方は伝統的な作り方で、タジンの正統的な作り方として認知されている。なお、ダッチオーブンや圧力鍋などタジン鍋を使わずにタジンを作る事もできる。

### 食材
タジンには安価な肉を使用する場合が多い。ラム肉を使う場合は首・肩・すねを使用する。ソーセージの一種であるメルゲーズなどを使うこともある。
モロッコのタジンでは、水分が多過ぎて、肉が色落ちした場合でも美味しそうに見せるために、少量の褐色着色剤を使う場合もある。しかし、脂肪が多量に含まれている肉でないと、あまり効果が出ない。
肉と野菜以外の物を一緒に入れて煮込む場合もある。例えば、魚・うずら・鳩・根菜・豆などが挙げられる。また、地域によってはレモンチキン、アーモンド、干しスモモを入れる場合もある。さらに、ソースとして、オリーブ・蜂蜜・マルメロ・リンゴ・セイヨウナシ・アンズ・レーズン・プルーン・ナッツ類などを、混ぜて作る。香辛料としては、シナモン・サフラン・ショウガ・ウコン・クミン・パプリカなどを配合する。

### 調理
タジンは、火加減と水分調節が、調理の結果を左右する。
弱火で調理するのが基本であり、火が強過ぎると吹きこぼれの原因になる。最初は中火で加熱して、吹きそうになったら火力を絞ったり、蓋をずらして蒸気を逃がして調節する場合もある。
タジンは食材の水分だけで調理すると紹介される場合もあるものの、実際には水分の加減が重要であって、使用した食材によっては、少量の水を足した方が良い結果を得られる場合もある。

### 盛り付け
モロッコのタジンは、一般にタワスと呼ばれる独特の皿に盛りつけられる。
タジンを食べるときは、フォークや取り皿を使わず、パンを左手に持ち、右手の親指、人差し指、中指で一口大にちぎり、タジン鍋あるいは大皿の料理を直接取って食べる。

### 写真集
- モロッコ式食卓
- モロッコ料理
- モロッコ料理
- マラケシュ地域のタジン

## チュニジアにおけるタジン鍋

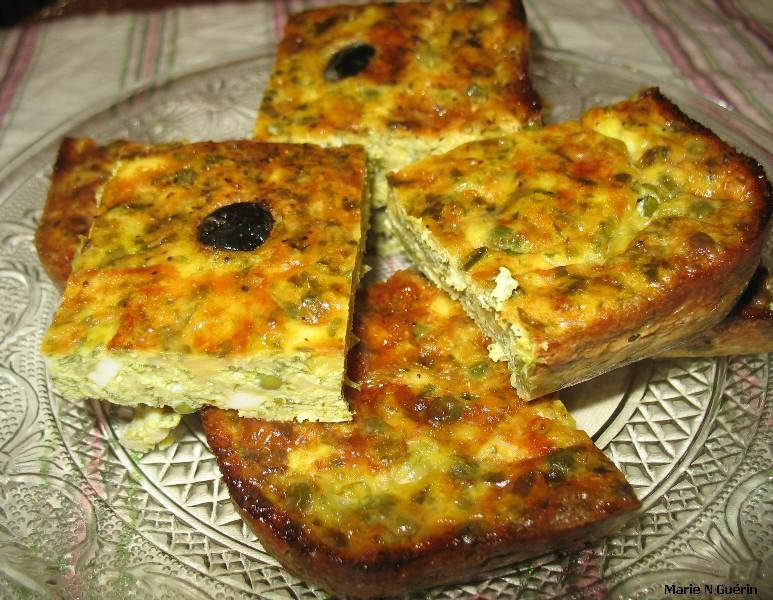
チュニジアのタジン。

チュニジアのタジン鍋は、モロッコのタジン鍋とは、形状が異なる。そして、チュニジア料理のタジンもまた、モロッコ料理のタジンとは大きく異なる。

### 料理
チュニジアのタジンは、キッシュやイタリア料理のフリッタータに似ている。細かく砕いた肉にラグーソースをかけ、シナモン・コリアンダー・キャラウェイ・タマネギ等から成るスパイスを混ぜて煮込む。
インゲンマメ・ヒヨコマメ・ジャガイモで生地を作り、パイ風にする。そこにパセリ・ミント・サフラン・トマトをかける。煮込む途中にチーズと卵を入れる場合もある。
最後に、レモン・野菜を付け合わせとして盛りつければ完成する。

## 日本におけるタジン鍋
日本においては、エミール・アンリ ジャパンが2006年11月にタジン鍋を試験的に販売した。この当時は蒸し料理が注目され始めていたこともあり、当時はまだ新しかったタジン鍋を日本に売り出すには絶好のチャンスと同社は判断し、翌年2007年には全国発売に踏み切った。水や油を使わないヘルシーな料理としてタジン鍋による蒸し料理が大ブームとなる中、日本国内の陶磁器産地によるものや、ガラス蓋のもの、さらにはシリコンラバー製のタジン鍋も登場した。
その後、2020年初頭にも健康志向の高まりとともにタジン鍋の人気が上がった。